# نالابان موهانراج
نالابان موهانراج (23 فبراير 1989 في الهند - ) هو لاعب كرة قدم هندي في مركز الظهير. شارك مع منتخب الهند تحت 20 سنة لكرة القدم ومنتخب الهند تحت 23 سنة لكرة القدم ومنتخب الهند لكرة القدم. أما مع النوادي، فقد لعب مع سبورتينغ غوا ونادي بونه ونادي موهون باغان وأتلتيكو كلكتا وBharat FC ‏ وMumbai Tigers FC ‏.

## وصلات خارجية
- نالابان موهانراج على موقع قاعدة بيانات كرة القدم.إي يو (الإنجليزية)
- نالابان موهانراج على موقع ناشيونال فوتبول تيمز (الإنجليزية)
- نالابان موهانراج على موقع Soccerway.com (الإنجليزية)